# Potamocarcinus
Potamocarcinus is een geslacht van kreeftachtigen uit de klasse van de Malacostraca (hogere kreeftachtigen).

## Soorten
- Potamocarcinus (Hypolobocera) macropus
- Potamocarcinus (Kingsleya) latifrons
- Potamocarcinus (Megathelphusa) magnus
- Potamocarcinus (Megathelphusa) nicaraguensis
- Potamocarcinus (Megathelphusa) richmondi
- Potamocarcinus (Raddaus) parazilchi
- Potamocarcinus armatus H. Milne Edwards, 1853
- Potamocarcinus aspoeckorum (Pretzmann, 1968)
- Potamocarcinus chajulensis Álvarez & Villalobos, 1998
- Potamocarcinus colombiensis von Prahl & Ramos, 1987
- Potamocarcinus darienensis Magalhães, Campos & Türkay, 2013
- Potamocarcinus falcatus (Rodríguez & Hobbs, 1989)
- Potamocarcinus hartmanni Pretzmann, 1975
- Potamocarcinus leptomelus Rodríguez & Hobbs, 1989
- Potamocarcinus lobulatus M. R. Campos & Lemaitre, 2002
- Potamocarcinus magnus (Rathbun, 1896)
- Potamocarcinus moritschi Pretzmann, 1965
- Potamocarcinus nicaraguensis Rathbun, 1893
- Potamocarcinus pinzoni M. R. Campos, 2003
- Potamocarcinus poglayeneuwalli Pretzmann, 1978
- Potamocarcinus richmondi (Rathbun, 1893)
- Potamocarcinus roatensis Rodríguez & López, 2003
- Potamocarcinus vulcanensis Rodríguez, 2001
- Potamocarcinus zilchi